# Karl-Gunnar Björklund
Karl-Gunnar "Kalle" Björklund, född 2 december 1953, är en tidigare fotbollsspelare och numera huvudtränare i Laholms FK. Han är styvfar till Joachim Björklund, svåger till förre landslagstränaren Tommy Svensson samt farfar till fotbollsspelaren Kalle Björklund. Björklund gjorde 14 landskamper och 1 mål för det svenska fotbollslandslaget mellan 1981 och 1982.

## Meriter
- Svensk mästare 1978, 1980, 1981
- 14 A-landskamper (1 mål)

## Klubbar
- IFK Värnamo
- Östers IF
- Laholms FK

## Tränarkarriär
- Hammarby IF  (assisterande)2023-
- Laholms FK (2019-)
- Östers IF (assisterande 2015-2018)
- Helsingborgs IF (assisterande 2013-2014)
- Östers IF (assisterande 2011-2012)
- IFK Östersund
- Östersunds FK
- IFK Värnamo (sportchef)
- Landskrona BoIS (assisterande)
- IF Elfsborg
- SK Brann
- Kalmar FF (1993)
- Molde FK (assisterande 2001-2003)
- Örgryte IS (1994-1997)